# Spider-Man: The Animated Series
 (mars 2020).
Si vous disposez d'ouvrages ou d'articles de référence ou si vous connaissez des sites web de qualité traitant du thème abordé ici, merci de compléter l'article en donnant les références utiles à sa vérifiabilité et en les liant à la section « Notes et références ».
Spider-Man: The Animated Series est un jeu vidéo de plates-formes sorti en 1994 sur Mega Drive et Super Nintendo. Le jeu a été développé par Western Technologies et édité par LJN. Il est basé sur le dessin animé Spider-Man.